# Arnold Baca
Arnold Baca (* 1962) ist ein österreichischer Hochschulprofessor für Biomechanik und Sportinformatik.

## Leben
Baca schloss 1984 an der Technischen Universität Wien ein Informatikstudium ab, 1986 wurde an derselben Hochschule seine Doktorarbeit („Varianzreduzierende Verfahren für Simulationsmethoden zur Systemzuverlässigkeitsanalyse“) angenommen. Seine Habilitation („Informatische Methoden in der biomechanischen Bewegungsanalyse“) schloss er 1998 ab.
Im Zeitraum 2002 bis 2008 war Baca am Institut für Sportwissenschaft der Universität Wien kommissarisch mit der Leitung der Abteilung Biomechanik/Bewegungswissenschaft und Sportinformatik betraut, von 2004 bis 2008 war er des Weiteren Studienprogrammleiter für Sportwissenschaft. Im Oktober 2008 wurde er an der Universität Wien ordentlicher Professor für Bewegungswissenschaft mit den Schwerpunkten Biomechanik und Sportinformatik und blieb als solcher Leiter der Abteilung Biomechanik/Bewegungswissenschaft und Sportinformatik. Des Weiteren war Baca von Oktober 2008 bis September 2010 stellvertretender Leiter des Zentrums für Sportwissenschaft und Universitätssport der Universität Wien und hernach Leiter.
Baca war Gründungsmitglied, von 2003 bis 2007 Generalsekretär sowie von 2007 bis 2013 Vorsitzender der internationalen Vereinigung für Sportinformatik (IACSS) und wurde im Juni 2013 zum Ehrenpräsidenten ernannt. Zwischen 2014 und 2016 hatte er das Amt des Vorsitzenden der Österreichischen Sportwissenschaftlichen Gesellschaft inne. Er war Mitgründer der Österreichischen Vereinigung für Sportinformatik und ab 2002 Vorsitzender.
Zu den Schwerpunkten Bacas wissenschaftlicher Arbeit zählen die Anwendung von Informatik in der Biomechanik, der EDV-Einsatz im Sport, die Spiel- und Wettkampfanalyse unter Anwendung von EDV-Systemen sowie die Bewegungsanalyse.